# Betty Buckley
Pour les articles homonymes, voir Buckley (homonymie).
Betty Buckley est une chanteuse, actrice américaine, née le 3 juillet 1947 à Big Spring, au Texas. Elle est aussi, occasionnellement, productrice et compositrice.

## Biographie
Son rôle et ses performances de chanteuse dans la comédie musicale Cats d'Andrew Lloyd Webber l'ont rendue populaire. Betty Buckley y interprète le rôle de Grizabella et chante le mémorable Memory.

## Filmographie

### Comme actrice
- 1976 : Carrie : Miss Collins
- 1977 : Huit, ça suffit ! ("Eight Is Enough") (série télévisée) : Sandra Sue 'Abby' Abbott Bradford
- 1977 : The Rubber Gun Squad (téléfilm) : Rosie
- 1981 : The Ordeal of Bill Carney (téléfilm) : Barbara Slaner
- 1983 : Tendre Bonheur (Tender Mercies) : Dixie
- 1984 : Bobby and Sarah (téléfilm) : Mrs. Lawson
- 1984 : The Three Wishes of Billy Grier (téléfilm) : Nancy Grier
- 1985 : Evergreen (feuilleton télévisé) : Mrs. Bradford
- 1987 : Wild Thing : Leah
- 1987 : Les Roses rouges de l'espoir (Roses Are for the Rich) (téléfilm) : Ella
- 1988 : Frantic : Sondra Walker
- 1988 : Une autre femme (Another Woman) : Kathy
- 1989 : Taking a Stand (téléfilm) : Lillian Robinson
- 1989 : Une fille à croquer (Babycakes) (téléfilm) : Wanda
- 1992 : Bonnie & Clyde: The True Story (téléfilm) : Mrs. Parker, Bonnie's Mother
- 1992 : Rain Without Thunder : Beverly Goldring
- 1994 : Last Time Out : Maxine Black
- 1994 : Abus de confiance (Betrayal of Trust) (téléfilm) : Dr Jan Galanti
- 1994 : Wyatt Earp : Virginia Earp
- 1995 : Ride for Your Life
- 1996 : Critical Choices (téléfilm) : Dr Margaret Ludlow
- 1999 : Simplement irrésistible (Simply Irresistible) : Aunt Stella
- 2001 : Oz (série télévisée), saisons 4 à 6 : Suzanne Fitzgerald
- 2002 : Noon Blue Apples : Rose Kross
- 2003 : Monk, Saison 2, épisode 6 (Monk va au théâtre (Mr. Monk Goes to the Theater) ) : Cheryl Fleming
- 2004 : Mummy an' the Armadillo : Let
- 2005 : La Colline aux adieux (Vinegar Hill) (téléfilm) : Mary Margaret Grier
- 2006 et 2008 : New York, unité spéciale : avocate de la défense Walsh (saison 7, 8 et 10, 3 épisodes)
- 2008 : Phénomènes (The Happening) de M. Night Shyamalan : Mrs. Jones
- 2017 : Split de M. Night Shyamalan : Dr. Fletcher
- 2017 à 2018 : Supergirl : Patricia Arias (3 épisodes)
- 2018 : Preacher : Marie "Gran'ma" L'Angelle (10 épisodes)
- 2021 à 2023 : New York, unité spéciale : cheffe de la Cour suprême Lorraine Maxwell (saison 23 et 24, 7 épisodes)
- 2025 : By Design de Amanda Kremer : Cynthia

### Comme productrice
- 2002 : Stars and the Moon: Betty Buckley Live at the Donmar (vidéo)

### Comme compositrice
- 1989 : Taking a Stand (téléfilm)

## Voix françaises
- Frédérique Cantrel dans :
  - The Chicago Code : Sœur Paul (série télévisée) (2011)
  - Split : Dr. Karen Fletcher (2016)
  - Supergirl : Patricia Arias (série télévisée) (2017-2021)
  - Preacher : Marie "Gran'ma" L'Angelle (série télévisée) (2018)
  - The Cleaning Lady : Mère Donna (série télévisée) (2023)

- Évelyn Séléna dans Carrie au bal du diable : Miss Andrea Collins (1976)
- Nicole Favart dans Huit, ça suffit ! : Sandra Sue Abbott « Abby » Bradford (série télévisée) (1977-1981)
- Perrette Pradier dans Une autre femme : Kathy (1988)
- Paule Emanuele dans La Colline aux adieux : Mary Margaret Grier (téléfilm) (2005)
- Julie Carli dans Phénomènes : Madame Jones (2008)

## Distinctions

### Récompenses
- Tony Awards 1983 : Tony Award de la meilleure actrice dans une comédie musicale (Cats)
- Prix Sarah-Siddons 2018